# Cristiano DiGiacinto
Cristiano DiGiacinto (Hamilton, 10 gennaio 1996) è un hockeista su ghiaccio canadese naturalizzato italiano, milita come attaccante nell'Hockey Club Bolzano, squadra della ICE Hockey League.

## Palmarès

### Giovanili
- Memorial Cup: 1

Windsor Spitfires: 2016-2017